# Tonia Marketaki
Tonia Marketaki (grec: Τώνια Μαρκετάκη; 28 de juliol de 1942 - 26 de juliol de 1994) va ser una directora de cinema i guionista grega. Va néixer a el Pireu i va passar molts dels seus anys d'infància al districte de Zografos d'Atenes. Els seus orígens materns són de Kardàmila, a l'illa de Quios.
Va rebre la seva formació formal a l'IDHEC de París i, al seu retorn a Grècia, va treballar com a crítica cinematogràfica en diversos diaris des de 1963 fins a 1967. El mateix any es va completar la seva primera creació de curtmetratges i la posterior empresonament per l'aleshores recentment establerta règim dels coronels. Quan va ser alliberada, Marketaki va fugir a l'estranger, treballant com a editora assistent al Regne Unit. i un director de pel·lícules educatives per a agricultors analfabets a Algèria.
El 1971 va tornar de nou al seu país natal. A més dels seus tres llargmetratges, també va dirigir diverses obres teatrals i una sèrie de televisió anomenada Lemonodasos.
La seva última pel·lícula Krystallines nyhtes fou projectada a la secció Un Certain Regard del 45è Festival Internacional de Cinema de Canes de 1992.

## Filmografia
- O Giannis kai o dromos – Ο Γιάννης και ο Δρόμος (Giannis i la carretera), 1967
- Ioannis o Viaios – Ιωάννης ο Βίαιος (Ioannis el violent), 1973
- I timi tis agapis – Η Τιμή της Αγάπης (El preu de l’amor), 1983
- Krystallines nyhtes – Κρυστάλλινες Νύχτες (Nits de cristall), 1992